# Noidant-Chatenoy
Noidant-Chatenoy település Franciaországban, Haute-Marne megyében. Lakosainak száma 81 fő (2022. január 1.). Noidant-Chatenoy Cohons, Heuilley-le-Grand, Le Pailly, Saints-Geosmes és Villegusien-le-Lac községekkel határos.

## Népesség
A település népességének változása:
| Lakosok száma | 117  | 102  | 91   | 86   | 83   | 82   | 83   | 84   | 82   | 81   |
|               | 1968 | 1999 | 2011 | 2013 | 2015 | 2017 | 2018 | 2019 | 2021 | 2022 |